# Компьютерная игра
Компьютерная игра — компьютерная программа, служащая для организации игрового процесса (геймплея), связи с партнёрами по игре, или сама выступающая в качестве партнёра.
В настоящее время, в ряде случаев, вместо термина компьютерная игра может использоваться видеоигра, то есть данные термины могут употребляться как синонимы и быть взаимозаменяемыми. В компьютерных играх, как правило, игровая ситуация воспроизводится на экране дисплея или обычного телевизора (в этом случае компьютерные игры одновременно являются и видеоиграми), но в то же время компьютерная игра может быть звуковой, телетайповой и другой.
Компьютерные игры могут создаваться на основе фильмов и книг; есть и обратные случаи. С 2011 года компьютерные игры официально признаны в США отдельным видом искусства.
Компьютерные игры оказали столь существенное влияние на общество, что в информационных технологиях отмечена устойчивая тенденция к геймификации для неигрового прикладного программного обеспечения.

## История
Первые интерактивные электронные устройства, предназначенные специально для игр, и первые игровые программы для компьютеров были разработаны в США после Второй мировой войны. В 1948 году американские физики Томас Голдсмит-младший и Эстл Рей Манн запатентовали «развлекательное устройство на основе электронно-лучевой трубки», представлявшее собой электронный тир; более совершенным устройством был Tennis for Two (1958) — симулятор тенниса, созданный Уильямом Хигинботамом, сотрудником Брукхейвенской национальной лаборатории на базе осциллографа. Игровые программы создавались для первых компьютеров, изначально предназначенных для других целей: так, программа OXO (1952), имитирующая игру «крестики-нолики», была составлена для компьютера EDSAC британским учёным Александером Дугласом как часть его докторской диссертации в Кембриджском Университете; претендующая на звание первой компьютерной игры программа Spacewar! (1962) была написана Стивом Расселом и двумя другими студентами Массачусетского технологического института для мини-компьютера PDP-1.
Аркадные игровые автоматы, подобные Computer Space (1971) Нолана Бушнелла и Pong (1972) Ральфа Бера, позже прозванного «отцом видеоигр» превратили компьютерные игры из забавы для программистов в коммерческий продукт. Ральфу Беру также принадлежит звание разработчика первой игровой консоли, использующей телевизор в качестве устройства вывода — Magnavox Odyssey, выпущенной на американский рынок в 1972 году. Magnavox Odyssey и Pong пользовались колоссальным успехом, породив множество аппаратных и программных клонов от других производителей — этот бум положил начало индустрии компьютерных игр. Аркадный автомат Space Invaders, созданный в 1978 году японской компанией Taito, открыл золотой век аркадных автоматов как в Японии, так и в США — в свою очередь, это дало мощный толчок производству домашних консолей, подобных Atari 2600 (1977), и игр для них, часто являющихся портами игр с аркадных автоматов. Параллельно этому в университетской и научной среде продолжали создаваться игры для компьютеров-мейнфреймов, подобные Star Trek (1971), Colossal Cave Adventure (1975) или Empire (1977) — их распространению способствовало появление и распространение стандартных компьютеров, таких как PDP-10, и операционных систем семейства UNIX.
Переполнение рынка домашних игровых консолей однообразными играми низкого качества привело к кризису индустрии компьютерных игр 1983 года, когда разорилось большинство американских компаний, занимавшихся производством коммерческих компьютерных игр. В результате на мировом рынке компьютерных игр на протяжении долгих лет доминировали компании из Японии, в первую очередь Nintendo; кризис также способствовал расцвету рынка домашних персональных компьютеров, как Commodore 64 и ZX Spectrum на Западе и NEC PC-98 в Японии. В эту эпоху возникли многие серии игр, существующие по сей день, такие как Mario, Final Fantasy или The Legend of Zelda. Портативная консоль Game Boy (1989) создала обширный рынок портативных консолей и игр для них; не последнюю роль в её популярности сыграла головоломка «Тетрис» Алексея Пажитнова.
1990-е годы стали временем перехода от двухмерной графики в играх к трёхмерной; возникновения и расцвета новых жанров, таких как шутеры от первого лица, подобных Doom (1993), и стратегии в реальном времени, подобных Dune II (1992), распространение сетей и интерес к многопользовательским играм породил режим deathmatch и массовые многопользовательские онлайн-игры. Индустрия аркадных автоматов на некоторое время воспрянула благодаря распространению игр-файтингов, подобных Street Fighter II или Mortal Kombat. Использование CD-ROM как носителей информации — вместо сменных картриджей и дискет — позволило существенно увеличить объём данных, используемых играми, вплоть до включения в игры видеозаставок (FMV) и применения технологии motion capture; успех Playstation от компании Sony предопределил будущее рынка домашних консолей.
В двухтысячные годы продолжалось совершенствование трёхмерной графики игр, приближающей отдельные игры к кинофильмам, и распространение сетевых игр. Произошёл бум казуальных игр, ориентированных на самую широкую аудиторию — этому способствовало распространение доступа к Интернету и расцвет социальных сетей; популярность приобрели системы цифровой дистрибуции игр, как Steam. Расцвели массовые многопользовательские ролевые онлайн-игры, среди которых доминирующие позиции заняла World of Warcraft (2004). Вторая половина двухтысячных годов также стала временем высокой, но быстро закончившейся популярности музыкальных игр, как аркадных автоматов Dance Dance Revolution (1998) и предназначенной для домашних консолей Guitar Hero (2005). Распространение мобильных телефонов и позднее смартфонов привело к процветанию индустрии игр для этих устройств. В условиях, когда разработка коммерчески успешных игр требовала финансовой поддержки издателей, возник феномен малобюджетных инди-игр.

## Классификация
Классификация компьютерных игр является междисциплинарной категорией, которая изучается в рамках культурологических, философских и эстетических вопросов. Активно применяют подход, основанных на системе правил по аналогии с классификацией фильмов.

## Составляющие компьютерной игры

### Сеттинг
Сеттинг — это среда, в которой происходит действие компьютерной игры; место, время и условия действия.

### Геймплей
Геймпле́й — компонент игры, отвечающий за интерактивное взаимодействие игры и игрока. Геймплей описывает, как игрок взаимодействует с игровым миром, как игровой мир реагирует на действия игрока и как определяется набор действий, который игра предлагает игроку.

### Музыка
Музыка в компьютерных и/или видеоиграх — это любые мелодии, композиции или саундтреки видеоигр.

## Компьютерная игра как искусство
Компьютерные игры являются одной из драматических форм, а их интерактивность — это вопрос степени участия, но не формы. Поэтому, как и другие формы, компьютерная игра имеет пять ключевых элементов: стиль, фабула, герой, декорации и тема. Все хорошие игры должны обладать некоторым развлекательным потенциалом, и в большинстве их он основан на классических законах драмы.
По сообщению сайта 3DNews, в 2011 году компьютерные игры были официально признаны правительством США и американским Национальным фондом искусств отдельным видом искусства, наряду с театром, кино и другими. После этого разработчики получили право, наравне с представителями кинематографа, музыки, живописи и литературы, рассчитывать на государственные гранты в размере от 10 до 200 тыс. долларов. Данная финансовая поддержка позволит независимым специалистам и компаниям значительно активней реализовать концептуальные проекты.

## Геймеры
В 2005 году более трёх часов в день играли около 25 % подростков; к концу 2010-х — около 45 %.
Специальные разработанные игры позволяют использовать игроков в научно-исследовательских работах.

### Соревнования
По некоторым компьютерным играм проводятся любительские и профессиональные соревнования — такого рода соревнования называются киберспортом.

## Компьютерные игры и обучение
Цифровые обучающие игры — это предмет исследования педагогики компьютерной игры, которая в свою очередь является частью медиапедагогики (или медиаобразования). Относящаяся к обучающей игре педагогика компьютерных игр рассматривает три основные задачи:
- Она исследует и описывает роль цифровых обучающих игр в педагогической практике (В школах, во время социальной работы, в домах престарелых и т. д.). Компьютерные игры вне педагогического контекста (относящихся к педагогике формах, распространении, действиях) и тематизация цифровых обучающих игр в педагогическом, но не научном дискурсе (например, в медиа, в профессиональной медийной литературе, проектах учебных занятий, а также в справочниках по дизайну цифровых обучающих игр)
- Она критически относится к компьютерным играм в педагогической практике и педагогические, ненаучные высказывания о компьютерных играх. При этом она опирается на описательные результаты педагогического исследования компьютерных игр и на формы аргументации из педагогической этики, например, философии образования.
- Она занимается методологическим и техническим исследованием (компьютерных игр) с целью дать научно-обоснованные указания для создания цифровых обучающих игр и их воспитательно-педагогического использования (развития и оценки). Методологическое исследование использует результаты обеих названных исследовательских задач (например, описание дидактически-методологического дизайна развлекательных компьютерных игр). Например, чтобы разработать научные гипотезы.

Эти три исследовательские задачи хоть и связаны друг с другом, но следуют разной исследовательской логике и различаются с системной научно-теоретической позиции. Важными смежными науками компьютерной педагогики являются комплекс научных дисциплин о средствах коммуникации и исследования видеоигр.
Видеоигры могут быть также очень полезны в том смысле, что они создают эффект симуляции действия, но при этом не несут какой-либо очевидной опасности. Например, когда американские воздушные войска учат своих пилотов летать на самолёте, стоящем миллионы долларов, естественно, они не отправляют пилотов сразу же на взлётную полосу. ВВС используют симулятор вождения самолёта, чтобы подготовить пилотов к управлению настоящей машиной. Эти виртуальные симуляторы предназначены для тренировок и подготовки к работе в реальном мире, при этом они предупреждают получение любого урона или потери жизни в процессе обучения. Пилот может разбиться в симуляторе, сделать выводы из своих ошибок и перезапустить программу. Этот процесс ведёт в результате к высокому уровню мастерства в симуляторе, а далее и при управлении настоящим самолётом, на котором пилоты будут летать в будущем. Военные также используют игры франшизы Call of Duty и SOCOM. Игры такого рода погружают игроков в виртуальную реальность. Используя тактические навыки, игроки пытаются достичь в игре любых, поставленных перед ними целей. Это позволяет военным показать своим солдатам, как справляться с конкретными ситуациями, не рискуя при этом получить ранение на поле боя.

### Особые дидактические методы
Цифровые обучающие игры отличаются от традиционных обучающих игр и не основанного на играх электронного обучения тем, что они используют методы мотивации развлекательных игр, чтобы достичь своих образовательных целей. Таким образом, они довольно часто используют какую-либо историю и парасоциальные отношения между игроком и неигровым персонажем (англ. non-player character), чтобы запустить процесс обучения. На основе многочисленных признаков, по которым обучение в группах отличается от индивидуального, можно также провести принципиальное отличие между цифровыми играми, направленными на отдельного обучающегося, и теми, которые нацелены на обучение в группах.

## Критика

### Игровая зависимость
Игровая зависимость — форма психологической зависимости, проявляющаяся в навязчивом увлечении видеоиграми и компьютерными играми. Формированию зависимости способствуют ситуации, когда игра позволяет решать психологические задачи и проблемы игрока. Так, игры позволяют почувствовать себя иным человеком, чем в реальности; проявиться чувствам, которые человек не позволяет себе открыто испытывать (например, агрессия); справиться с тревогой, вызываемой реальными отношениями, уходя в виртуальный мир.

### Насилие в компьютерных играх
Научно-исследовательские работы не находят связи между жестокостью в видеоиграх и агрессивным поведением. Во время дебатов в Сенате США многие эксперты признали[когда?], что для доказательства прямой связи между видеоиграми и приписываемыми им негативными эффектами не хватает научной базы.
Крейг Андерсон, профессор психологии Айовского университета, неоднократно заявлял о прямом влиянии влияния насилия в компьютерных играх на психику, но профессор психологии Стетсонского университета Кристофер Фергюссон в ответ открыто заявил, что исследования Андерсона методологически несовершенны, а те, что проведены по всем правилам, не только не находят положительной связи между склонностью к совершению преступлений, но, напротив, находят отрицательную.
Отношение к играм самих игроков строится на их собственном опыте в качестве пользователей и на том факте, что игра становится в их жизни важным, заранее запланированным событием, в отличие от взглядов политиков, психологов, работников сферы образования и других критиков. Хотя количество людей, толерантно относящихся к компьютерным играм, растёт, часть общества продолжает испытывать сомнения в отношении игр или же открыто отвергает их. Зачастую такая позиция обусловлена их боязнью возрастания уровня насилия в культуре из-за видеоигр.
Главная проблема критики видеоигр — возраст культуры, которая их окружает. Мировая аудитория видеоигр в основном включает в себя молодых людей в возрасте 35 лет и младше. Таким образом, большинство людей, которые относятся к лидерам общественного мнения, никогда не играли в видеоигры. Это отсутствие или недостаток личного опыта, наряду с недоверием, которое официальные власти обычно испытывают по отношению к индустрии развлечений, скорее всего внесли свой вклад в социальный дискурс в отношении игр и игроков.
Согласно Кэти Дэвидсон, видеоигры представляются оружием разрушения, но они так же могут быть и «важным инструментом для обучения сложным принципам».
Однако, парадоксальным образом, большинство криминологов полагают, что развитие компьютерных игр, в том числе сетевых, привело к падению уличной преступности — «подростковые банды, которые в начале 1990-х годов искали на улице, чем себя занять, сейчас режутся в условные „танчики“».

### Исследования компьютерных игр
Одними из первых в начале 2000-х годов комплексным изучением компьютерных игр (англ. game studies) занялись сотрудники Копенгагенского университета информационных технологий. Позднее возникли различные научные ассоциации и сообщества, центрирующиеся вокруг изучения видеоигр. Так, например, при участии Ассоциации исследований цифровых игр (DiGRA) было организовано более 150 специальных мероприятий в разных странах (конференции, симпозиумы, фестивали). Исследованиям компьютерных игр посвящены десятки специальных изданий по теории игр.
В декабре 2017 года исследователь Грегори Уэст пришёл к выводу, что компьютерные игры улучшают работу мозга у пожилых людей.
В конце 2020 года, сотрудники Исследовательского центра Научного фонда Ирландии Lero, опубликовали исследование, в соответствии с которым, видеоигры помогают справиться с расстройством психики:
умеренный гейминг — это недорогой и эффективный способ, который может "смягчить ряд проблем с психическим здоровьем в отсутствие или в дополнение к традиционным терапевтическим методам лечения".
Самыми эффективными для снятия подавленного состояния, назвали стратегии, шутеры, ролевые и казуальные игры.

## Музеи
В разных странах мира есть музеи, посвящённые компьютерным играм. Одним из первых подобных заведений стал Музей компьютерных игр в Берлине, открывшийся ещё в 1997 году. Он экспонирует оригинальные игры, периодику, персональные компьютеры и консоли в истории их развития. С коллекцией электронных игр и связанными с ними историческими материалами можно также ознакомиться в Международном центре истории электронных игр в американском городе Рочестер, штат Нью-Йорк. Ещё один специализированный музей, выставляющий консоли и компьютерные игры — Музей искусства и цифровых развлечений в Окленде, Калифорния. Сохранением культуры видеоигры занимается Музей видеоигр ViGaMus в Риме. В Москве и Санкт-Петербурге доступны для посещения музеи советских игровых автоматов.